# Vikerkaar

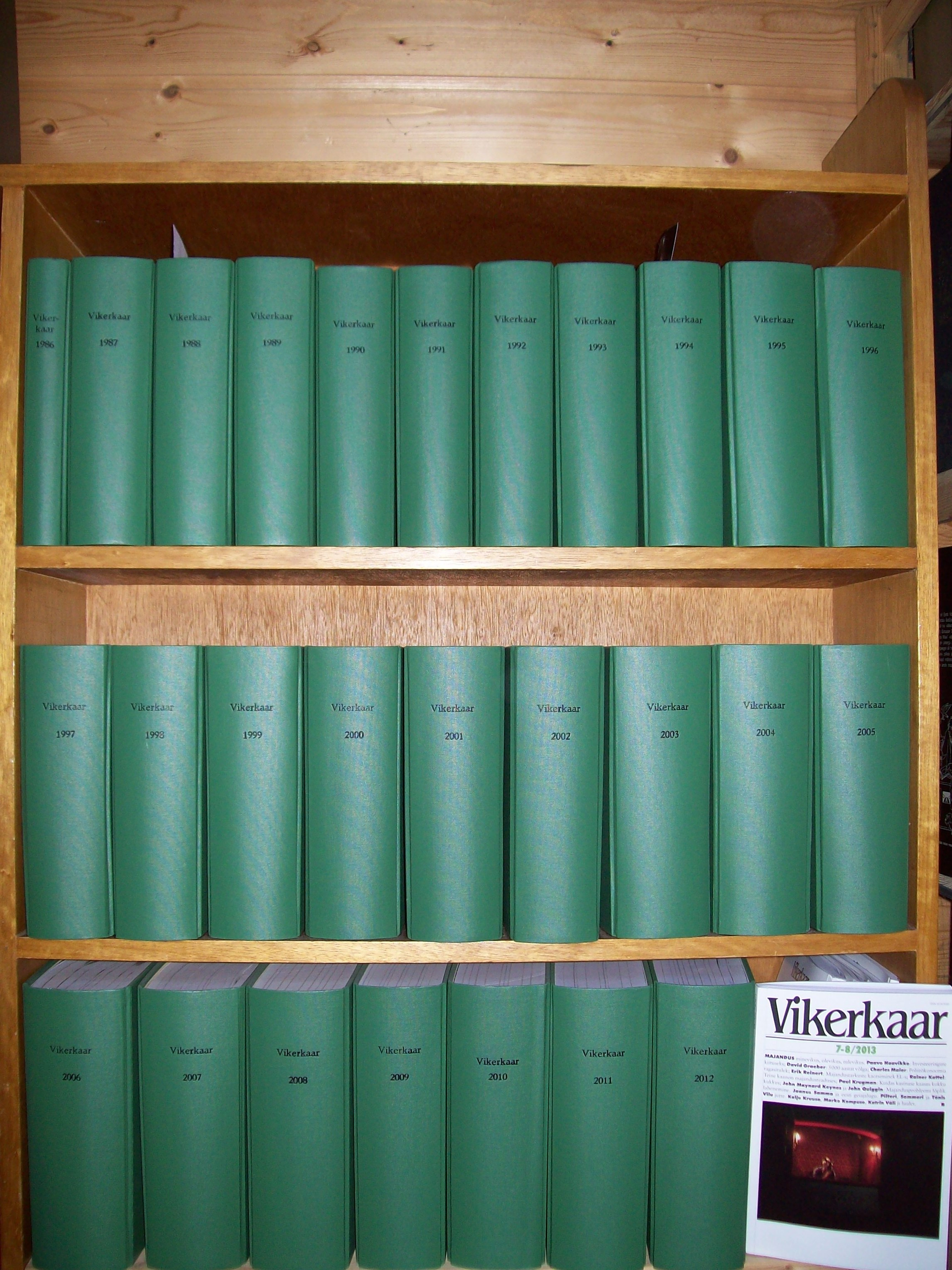
Alle Jahrgänge der Zeitschrift (Stand August 2013)

Vikerkaar (dt. „Regenbogen“) ist eine seit 1986 erscheinende estnische Kulturzeitschrift.

## Gründung
Die Zeitschrift wurde gegründet, als Estland noch de facto Teil der Sowjetunion war, in der die Perestroika-Politik von Michail Gorbatschow aber gerade begonnen hatte. Sie war ursprünglich gedacht als Organ der kommunistischen Partei, das die Modernisierungspolitik von Gorbatschow unterstützen und die jüngere Generation stärker mit Kultur vertraut machen sollte. Dazu wurde parallel in Estland auch eine russische Ausgabe unter dem Namen „Raduga“ herausgebracht.
Der erste Chefredakteur war Rein Veidemann, der vorher bei Looming gearbeitet hatte und somit Erfahrung mit der Herstellung von Zeitschriften hatte. In den Anfangsjahren war das Hauptanliegen der Zeitschrift die „soziale und kulturelle Innovation“, was im Großen und Ganzen ja auch die Erneuerungspolitik von Gorbatschow betraf.
Die erste Nummer erschien im Juli 1986 und stieß allein schon durch ihre Aufmachung ins Auge, da sie auch farbige Reproduktionen enthielt und sich im Stil vom grauen sowjetischen Einheitsjargon abhob.
Inhaltlich war wichtig, dass von Anfang an politisch brisante Themen angepackt wurden und nicht nur literarische Autoren schrieben, sondern auch Politiker und Wissenschaftler, die später eine führende Rolle bei der Wiedererlangung der estnischen Unabhängigkeit spielten wie zum Beispiel Edgar Savisaar (4/1986 – 2/1987), Siim Kallas (6/1986) oder Mati Hint (6/1987 – 7/1987).
Anfangs bekam die Zeitschrift noch Schelte aus Moskau, aber nachdem im Sommer 1989 die Zensur endgültig weggefallen war (Heft 7/1989 ist das erste ohne die berüchtigte MB-Zensurnummer), hatte Moskau keinen Einfluss mehr.

## Bedeutung
Da Vikerkaar auch Originalliteratur brachte, hatte die althergebrachte Literaturzeitschrift Looming plötzlich Konkurrenz bekommen. Dies war der Beginn eines Meinungspluralismus, der in der Sowjetunion unbekannt war. In der Hochzeit der Singenden Revolution hatte die Zeitschrift eine Auflage von 54.000, d. h. eine Nummer auf 19 Estinnen und Esten, Säuglinge und Greise eingeschlossen. Damit wurde sie zu einem wichtigen Sprachrohr der Singenden Revolution.
Nach Wiedererlangung der Unabhängigkeit und Normalisierung des literarischen Lebens pendelte sich die Auflagenhöhe auf rund 1.500 Exemplare ein. Immer noch ist die Zeitschrift federführend in aktuellen kulturpolitischen Diskussionen in Estland. Für den Import ausländischen intellektuellen Gedankenguts ist in Estland gleichfalls Vikerkaar die erste Adresse.
Die Zeitschrift erscheint nach wie vor mit Hilfe des estnischen Kulturministeriums. Sie ist Mitglied im Netzwerk der europäischen Kulturzeitschriften eurozine.

## Chefredakteure
- 1986–1989 Rein Veidemann
- 1990–1994 Toivo Tasa
- Seit 1995 Märt Väljataga.

## Auflagenhöhe
- 1986 20 000
- 1987 34 000
- 1988 36 000
- 1989 53 000
- 1990 54 000
- 1991 10 800
- 1999–2010 1500[6]

## Trivia
Lange Zeit gab es Fehler und Inkonsequenzen bei der Jahrgangszählung der Zeitschrift (jeweils im Impressum abgedruckt, nicht auf dem Umschlag), was teils damit zusammenhängen mag, dass die erste Nummer im Juli erschien und der Jahrgang 1986 ein „halber“ Jahrgang war. Im Januarheft 1994 ist korrekt vom 9. Jahrgang die Rede, aber seit Mai 1994 findet sich wieder der Hinweis „8. Jahrgang“. Dieser Fehler ist lange hängengeblieben, und erst ab 2003, dem 18. Jahrgang, ist die Meldung wieder völlig korrekt, allerdings erst seit dem Juni-Heft. Die Doppelnummer 1–2/2003 trägt den Hinweis „16. Jahrgang“, 3/2003 ist laut Impressum der „17. Jahrgang“, 4–5/2003 aber wieder der 16. (!), und ab 6/2003 findet sich dann der korrekte „18. Jahrgang“.

## Einzelbelege
1. ↑  Cornelius Hasselblatt: Geschichte der estnischen Literatur. Von den Anfängen bis zur Gegenwart. Berlin, New York: Walter de Gruyter 2006, S. 706.
2. ↑  Rein Veidemann: Edgar Savisaare tähelend. In: Kirjanduse jaosmaa. Koostanud Endel Mallene. Tallinn: Eesti Raamat 1988. S. 144–149, hier S. 146.
3. ↑  Cornelius Hasselblatt: Ein Regenbogen am Zeitschriftenhimmel. In: Estonia 3/1986, S. 33–34.
4. ↑  Mati Graf: Kalevipoja tagasitulek. 1978. aasta poliitilisest pööripäevast 1988. aasta suveräänsusdeklaratsioonini. Tallinn, Argo 2008, S. 377.
5. ↑  www.eurozine.com
6. ↑  Hendrik Alla. Vikerkaar vahendab eri sfääre. Postimees, 29. Juni 2011.